# Риеско
Риеско (исп. Isla Riesco) — остров, расположенный в Тихом океане является частью Чили, административно относится к области Магальянес-и-ла-Антарктика-Чилена. Назван в честь четырнадцатого президента Чили — Германа Риеско. Площадь острова 5 110 км². Наивысшая точка — 1830 метров над уровнем моря. Остров входит в список ста пятидесяти самых больших островов Земли по площади и имеет материковое происхождение, являясь продолжением Береговой Кордильеры.

## География
Высшей точкой острова является гора Аталая, высота 1830 метров. На острове расположено несколько ледников. В западной части острова располагается национальный заповедник — Reserva Nacional Alacalufes, являющийся последним в дикой природе оплотом южноандского оленя.

## Население
Основными жителями острова являются индейцы племени алакалуфы.

## Экономика
Риеско обладает крупнейшими запасами каменного угля в Чили, по оценкам запасы составляют более 280 миллионов тонн угля доказанных, и 670 миллионов тонн вероятных. Запасы сосредоточены в трех месторождениях: Рио Эдуардо, Елена и Эстанция Инверно.
Главное направление хозяйственной деятельности — овцеводство, что продиктовано природными особенностями острова. Из сельскохозяйственных культур, культивируется рис.